# Parti socialiste de Cantabrie-PSOE
Le Parti socialiste de Cantabrie-PSOE (en espagnol : Partido Socialista de Cantabria-PSOE, PSC-PSOE) est la fédération territoriale du Parti socialiste ouvrier espagnol (PSOE) en Cantabrie.

## Secrétaires généraux
| Titulaire             | Dates                                                        | Fonction |
| --------------------- | ------------------------------------------------------------ | --- |
| Jaime Blanco          | 9 janvier – 2 octobre 1977 (8 mois et 23 jours)              | Président de la députation régionale (1990-1991)                                                                         |
| Ramón Arias Azpiazu   | 2 octobre 1977 – décembre 1978                               | |
| Jaime Blanco          | décembre 1978 – septembre 1979                               | Président de la députation régionale (1990-1991)                                                                         |
| Pilar Quintanal,      | 19 novembre 1979 – 6 août 1980 (8 mois et 18 jours)          | |
| Jaime Blanco          | décembre 1980 – 16 décembre 2000                             | Président de la députation régionale (1990-1991)                                                                         |
| Lola Gorostiaga       | 16 décembre 2000 – 31 mars 2012 (11 ans, 3 mois et 15 jours) | Vice-présidente du gouvernement (2003-2011) Présidente du Parlement (2015-2019)                                          |
| Eva Díaz Tezanos (es) | 31 mars 2012 – 16 juillet 2017 (5 ans, 3 mois et 15 jours)   | Vice-présidente du gouvernement (2015-2019)                                                                              |
| Pablo Zuloaga (es)    | 16 juillet 2017 – 16 mars 2025 (7 ans et 8 mois)             | Maire de Santa Cruz de Bezana (2015-2018) Délégué du gouvernement (2018-2019) Vice-président du gouvernement (2019-2023) |
| Pedro Casares         | depuis le 16 mars 2025 (4 mois et 15 jours)                  | Délégué du gouvernement (depuis 2025)                                                                                    |

## Résultats électoraux

### Parlement de Cantabrie
| Année | Chef de file          | Voix    | %        | #      | Sièges  | Gouvernement                               |
| ----- | --------------------- | ------- | -------- | ------ | ------- | ------------------------------------------ |
| 1983  | Jaime Blanco          | 107 168 | 38,63    | 2e     | 15 / 35 | Opposition                                 |
| 1987  | Jaime Blanco          | 87 230  | 29,57 () | 2e ()  | 13 / 39 | Opposition (1987-1990), Blanco (1990-1991) |
| 1991  | Jaime Blanco          | 102 958 | 34,80 () | 1er () | 16 / 39 | Opposition                                 |
| 1995  | Julio Neira           | 80 464  | 25,14 () | 2e ()  | 10 / 39 | Opposition                                 |
| 1999  | Ángel Duque (es)      | 105 004 | 33,08 () | 2e ()  | 14 / 39 | Opposition                                 |
| 2003  | Lola Gorostiaga       | 103 608 | 29,99 () | 2e ()  | 13 / 39 | Revilla I                                  |
| 2007  | Lola Gorostiaga       | 84 982  | 24,54 () | 3e ()  | 10 / 39 | Revilla II                                 |
| 2011  | Lola Gorostiaga       | 55 541  | 16,36 () | 3e ()  | 7 / 39  | Opposition                                 |
| 2015  | Eva Díaz Tezanos (es) | 45 653  | 14,04 () | 3e ()  | 5 / 35  | Revilla III                                |
| 2019  | Pablo Zuloaga (es)    | 57 383  | 17,61 () | 3e ()  | 7 / 35  | Revilla IV                                 |
| 2023  | Pablo Zuloaga (es)    | 66 917  | 20,61 () | 3e ()  | 8 / 35  | Opposition                                 |

### Cortes Generales
| Année   | Chef de file                 | Congrès des députés | Congrès des députés | Congrès des députés | Congrès des députés | Sénat | Gouvernement                                  |
| Année   | Chef de file                 | Voix                | %                   | #                   | Sièges              | Sénat | Gouvernement                                  |
| ------- | ---------------------------- | ------------------- | ------------------- | ------------------- | ------------------- | ----- | --------------------------------------------- |
| 1977    | Felipe González              | 67 611              | 26,41               | 2e                  | 1 / 5               | 0 / 4 | Opposition                                    |
| 1979    | Felipe González              | 78 512              | 30,28 ()            | 2e ()               | 2 / 5               | 1 / 4 | Opposition                                    |
| 1982    | Felipe González              | 135 987             | 45,27 ()            | 1er ()              | 3 / 5               | 3 / 4 | González I                                    |
| 1986    | Felipe González              | 129 041             | 44,70 ()            | 1er ()              | 3 / 5               | 3 / 4 | González II                                   |
| 1989    | Felipe González              | 119 352             | 40,45 ()            | 1er ()              | 3 / 5               | 3 / 4 | González III                                  |
| 1993    | Felipe González              | 122 418             | 37,66 ()            | 1er ()              | 3 / 5               | 3 / 4 | González IV                                   |
| 1996    | Felipe González              | 123 940             | 36,20 ()            | 2e ()               | 2 / 5               | 1 / 4 | Opposition                                    |
| 2000    | Joaquín Almunia              | 111 556             | 34,37 ()            | 2e ()               | 2 / 5               | 1 / 4 | Opposition                                    |
| 2004    | José Luis Rodríguez Zapatero | 149 906             | 41,81 ()            | 2e ()               | 2 / 5               | 1 / 4 | Zapatero I                                    |
| 2008    | José Luis Rodríguez Zapatero | 161 279             | 44,16 ()            | 2e ()               | 2 / 5               | 1 / 4 | Zapatero II                                   |
| 2011    | Alfredo Pérez Rubalcaba      | 88 624              | 25,53 ()            | 2e ()               | 1 / 5               | 1 / 4 | Opposition                                    |
| 2015    | Pedro Sánchez                | 78 460              | 22,60 ()            | 2e ()               | 1 / 5               | 1 / 4 | Opposition                                    |
| 2016    | Pedro Sánchez                | 79 407              | 23,70 ()            | 2e ()               | 1 / 5               | 1 / 4 | Opposition (2016-2018), Sánchez I (2018-2019) |
| 04/2019 | Pedro Sánchez                | 90 534              | 25,37 ()            | 1er ()              | 2 / 5               | 3 / 4 | Sánchez I                                     |
| 11/2019 | Pedro Sánchez                | 76 028              | 23,36 ()            | 2e ()               | 1 / 5               | 1 / 4 | Sánchez II                                    |
| 2023    | Pedro Sánchez                | 116 596             | 33,30 ()            | 2e ()               | 2 / 5               | 1 / 4 | Sánchez III                                   |